# صوفي هانا
صوفي هانا (بالإنجليزية: Sophie Hannah)‏ هي كاتِبة وكاتبة للأطفال وشاعرة بريطانية، ولدت في 28 يونيو 1971 في مانشستر في المملكة المتحدة. والدتها الكاتبة والروائية أديل جيراس.

## وصلات خارجية
- سوفي هانا على موقع IMDb (الإنجليزية)
- سوفي هانا على موقع ميوزك برينز (الإنجليزية)
- سوفي هانا على موقع قاعدة بيانات الفيلم (الإنجليزية)